# Schietpartij in Las Vegas op 1 oktober 2017
Op 1 oktober 2017 vond een schietpartij in Las Vegas in de Amerikaanse staat Nevada plaats. Met initieel 59 doden en 868 gewonden (2 mensen overleden later alsnog) was het de dodelijkste schietpartij in de moderne geschiedenis van de Verenigde Staten.

## Schietpartij
Van 29 september tot en met 1 oktober 2017 vond in de Las Vegas Village, op een terrein aan de Las Vegas Strip tegenover het Luxor Hotel & Casino, het jaarlijkse countrymuziekfestival Route 91 Harvest plaats. Bij het slotoptreden op de laatste avond van Jason Aldean waren plotseling schoten te horen. Aldean had niet direct door dat er een aanslag gaande was en zong in eerste instantie gewoon door. Uit beeld- en geluidsopnamen kan worden opgemaakt dat het ging om een automatisch wapen, dat kogels blijft afvuren zolang iemand de trekker indrukt. Uiteindelijk wist de schutter in 9 à 11 minuten meer dan een dozijn salvo's af te vuren.

## Dader
Na een tijdje werd het de politie duidelijk vanuit welke richting geschoten werd: het Mandalay Bay-hotel, zo'n 450 meter verderop, aan de overkant van Las Vegas Boulevard. Toen vervolgens het brandalarm afging in een kamer op de 32e verdieping (door de kruitdampen die er hingen), wist de politie waar de dader zich bevond. De dader bleek goed voorbereid: hij had in en rond zijn kamer camera's geplaatst waarmee hij kon zien of er politie aankwam. Toen het SWAT-team aankwam bij de betreffende kamer, werd er op hen geschoten, waarbij een agent gewond raakte aan zijn been. Uiteindelijk trof het SWAT-team de dader dood aan. Verondersteld wordt dat de dader zelfmoord pleegde.
Het bleek te gaan om de 64-jarige Stephen Paddock uit Mesquite, die met mogelijk meerdere automatische wapens op het publiek schoot. De wapens waren door hem aangepast zodat de vuursnelheid van een mitrailleur kon worden bereikt. In de hotelkamer werden 23 wapens gevonden.

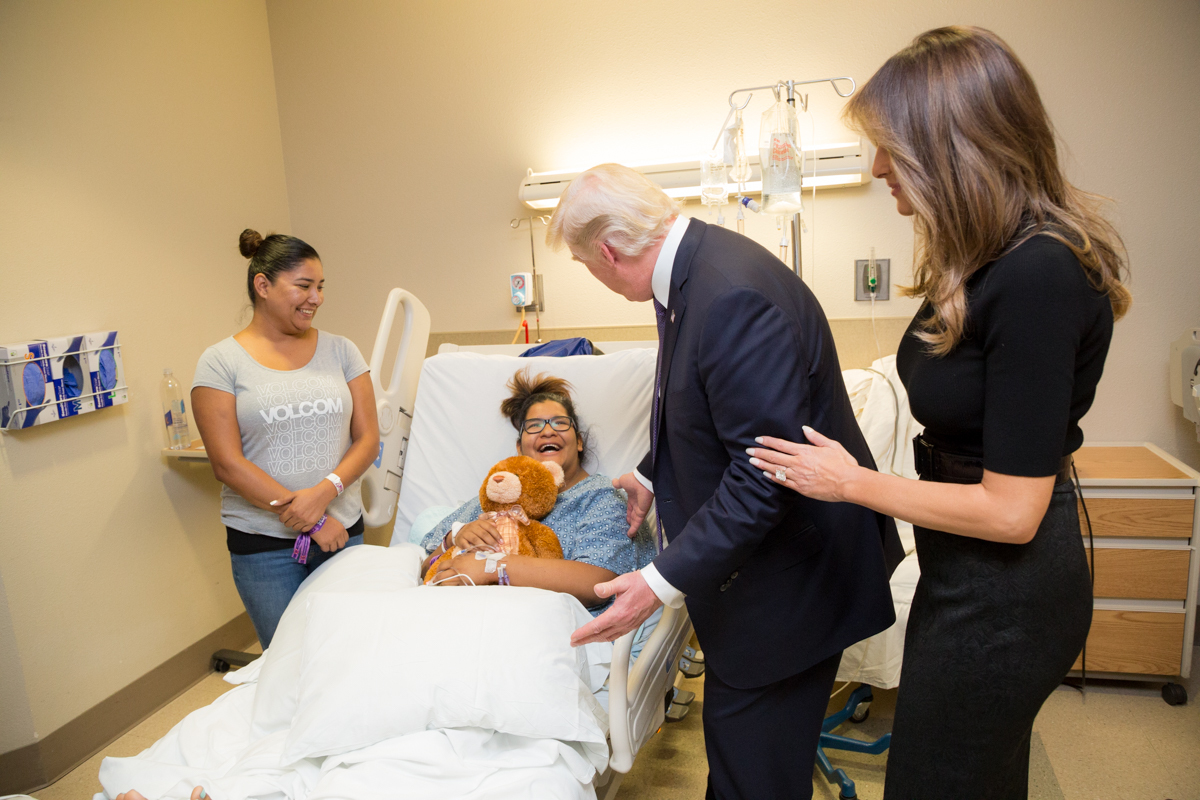
Donald en Melania Trump bezoeken een slachtoffer van de schietpartij in het ziekenhuis.